# Robert Kampenhauzen
Robert Kampenhauzen herbu własnego – major w powstaniu kościuszkowskim, porucznik 1 Brygady Kawalerii Narodowej w 1789 roku. 